# Paul Zuccarelli
Paolo „Paul” Zuccarelli (ur. 24 sierpnia 1886 roku w Mediolanie, zm. 19 czerwca 1913 roku w Thomer-la-Sôgne) – włoski kierowca wyścigowy, inżynier i przedsiębiorca.

## Kariera
Po studiach, Zuccarelli rozpoczął pracę w 1909 roku w fabryce Hispano-Suiza. Początkowo z samochodów tej ekipy korzystał w wyścigach. Sytuacja zmieniła się w 1911 roku, kiedy został zatrudniony przez Peugeota jako kierowca wyścigowy. Tam wspólnie z Jules'em Goux i Georges'em Boillotem założył słynny zespół wyścigowy o nazwie „Charlatans”.
W wyścigach samochodowych Włoch startował głównie we Francji. W wyścigu o Grand Prix Francji 1912 nie osiągnął linii mety. W sezonie 1913 pojawił się na starcie Indianapolis 500 jako kierowca Peugeota. Jednak już na osiemnastym okrążeniu miał problemy z łożyskiem. Zginął w wypadku podczas treningu przed Grand Prix Francji 1913.